# گورستان پرن پرن وسکه
گورستان پرن پرن وسکه در شهرستان رضوانشهر، روستای وسکه واقع شده و این اثر در تاریخ ۲۷ بهمن ۱۳۸۲ با شمارهٔ ثبت ۱۰۹۵۷ به‌عنوان یکی از آثار ملی ایران به ثبت رسیده است.